# Distretto di Gangkou
Il distretto di Gangkou (港口区S, GǎngkǒuP) è un distretto della Cina, situato nella regione autonoma di Guangxi e amministrato dalla prefettura di Fangchenggang.